# Ejército del Distrito Oriental

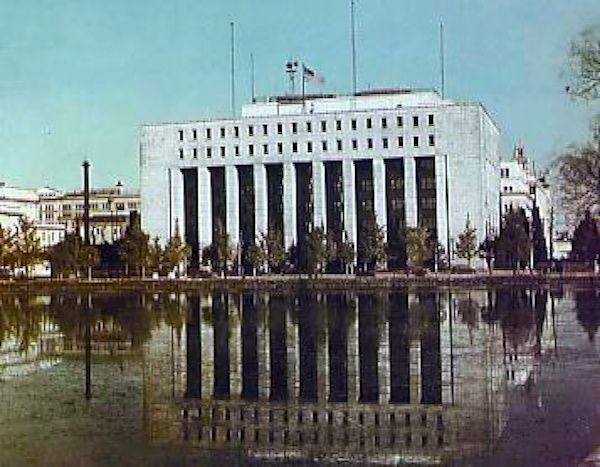
edificio donde se ubicaba el ejército del distrito oriental

El Ejército del Distrito Oriental (東部軍 Tōbugun) era un ejército de campaña del Ejército Imperial Japonés responsable de la defensa de la región de Kantō y el norte de Honshū durante la Guerra del Pacífico. Era uno de los mandos regionales en las islas de origen japonés que informaban al Mando de Defensa General.

## Historia
El Ejército del Distrito Oriental se estableció el 16 de noviembre de 1923 a raíz del gran terremoto de Kantō como Sede de Defensa de Tokio (東京警備司令部 Tokyo Keibi Shireibu). Era esencialmente una milicia y guarnición domésticas, responsables del reclutamiento y entrenamiento de unidades de defensa civil para garantizar la seguridad en Tokio, Yokohama y las áreas circundantes.
El 1 de agosto de 1935, la Sede de Defensa de Tokio pasó a llamarse Mando de Defensa Oriental. El 1 de agosto de 1940 pasó a llamarse nuevamente Ejército Oriental, que se convirtió en Ejército del Distrito Oriental el 1 de febrero de 1945.
El Ejército de Distrito Oriental existió al mismo tiempo que el Ejército Japonés del Área XII, que tenía la tarea de organizar las defensas finales de Tokio contra la invasión estadounidense de las islas de origen japonesas.
El Ejército del Distrito Oriental desempeñó un papel especialmente importante en la lucha contra el intento de golpe de Estado del 15 de agosto de 1945 del comandante Kenji Hatanaka, que intentó evitar que el anuncio del emperador de la rendición de Japón fuera transmitido. En ese momento, el comandante del Ejército del Distrito Oriental era el general Shizuichi Tanaka.
El apoyo del Ejército del Distrito Oriental era esencial para el plan de Hatanaka de apoderarse del Palacio Imperial, por lo que Hatanaka exhortó al General Tanaka a que lo ayudara. Tanaka se negó, y luego le dijo a sus hombres que ignoraran la Orden Estratégica 584, forjada por Hatanaka y ordenando al Ejército del Distrito Oriental que tomara y defendiera el Palacio Imperial; En definitiva, para ayudar en el golpe. En lugar de enviar a sus hombres para derrotar a los rebeldes por la fuerza, Tanaka viajó al Palacio Imperial y habló personalmente con Hatanaka y los demás líderes rebeldes, arengándolos y poniendo fin a la rebelión.
El Ejército del Distrito Oriental permaneció activo durante varios meses después de la rendición de Japón para ayudar a mantener el orden público hasta la llegada de las fuerzas de ocupación estadounidenses, y para supervisar la desmovilización y disolución finales del Ejército Imperial Japonés.

## Comandantes

### Oficiales al mando
|    | Nombre                               | Desde                    | Hasta                    |
| -- | ------------------------------------ | ------------------------ | ------------------------ |
| 1  | General Hanzo Yamanashi              | 16 de noviembre de 1923  | 20 de agosto de 1924     |
| 2  | General Shinnosuke Kikuchi           | 20 de agosto de 1924     | 2 de marzo de 1926       |
| 3  | Mariscal de Campo Nobuyoshi Muto     | 2 de marzo de 1926       | 28 de julio de 1926      |
| 4  | General Nen Isomura                  | 28 de julio de 1926      | 10 de agosto de 1928     |
| 5  | General Shikitaro Kishimoto          | 10 de agosto de 1928     | 1 de agosto de 1929      |
| 6  | Teniente General Naotoshi Hasegawa   | 1 de agosto de 1929      | 22 de diciembre de 1930  |
| 7  | Teniente General Yasakichi Hayashi   | 22 de diciembre de 1930  | 29 de febrero de 1932    |
| 8  | Teniente General Kiyoshi Kihara      | 29 de febrero de 1932    | 18 de marzo de 1933      |
| 9  | Teniente General Noriyuki Hayashi    | 18 de marzo de 1933      | 5 de marzo de 1934       |
| 10 | General Giichi Nishi                 | 5 de marzo de 1934       | 2 de diciembre de 1935   |
| 11 | Teniente General Kohei Kashii        | 2 de diciembre de 1935   | 2 de abril de 1936       |
| 12 | Teniente General Koichi Iwakoshi     | 2 de abril de 1936       | 2 de agosto de 1937      |
| 13 | General Kotaro Nakamura              | 2 de agosto de 1937      | 23 de junio de 1938      |
| 14 | Teniente General Bunzaburo Kawagishi | 23 de junio de 1938      | 1 de diciembre de 1939   |
| 15 | Teniente General Shiro Inaba         | 1 de diciembre de 1939   | 15 de octubre de 1941    |
| 16 | General Shizuichi Tanaka             | 15 de octubre de 1941    | 24 de diciembre de 1941  |
| 17 | General Kotaro Nakamura              | 24 de diciembre de 1941  | 1 de mayo de 1943        |
| 18 | General Kenji Doihara                | 1 de mayo de 1943        | 22 de marzo de 1944      |
| 19 | General Keisuke Fujie                | 22 de marzo de 1944      | 9 de marzo de 1945       |
| 20 | General Shizuichi Tanaka             | 9 de marzo de 1945       | 22 de agosto de 1945     |
| 21 | General Kenji Doihara                | 22 de agosto de 1945     | 23 de septiembre de 1945 |
| 22 | General Kenzo Kitano                 | 23 de septiembre de 1945 | 30 de noviembre de 1945  |

### Jefes de Estado Mayor
|    | Nombre                                | Desde                    | Hasta                    |
| -- | ------------------------------------- | ------------------------ | ------------------------ |
| 1  | Teniente General Shinji Hata          | 17 de noviembre de 1923  | 2 de marzo de 1926       |
| 2  | Teniente General Yataka Nakaoka       | 2 de marzo de 1926       | 20 de mayo de 1928       |
| 3  | Teniente General Okiie Usami          | 30 de mayo de 1928       | 1 de agosto de 1929      |
| 4  | Teniente General Toranosuke Hashimoto | 1 de agosto de 1929      | 1 de agosto de 1931      |
| 5  | Mayor General Shozo Shima             | 1 de agosto de 1931      | 18 de marzo de 1933      |
| 6  | Teniente General Kamezo Odaka         | 18 de marzo de 1933      | 1 de agosto de 1935      |
| 7  | Teniente General Touji Yasui          | 1 de agosto de 1935      | 2 de agosto de 1937      |
| 8  | General Teiichi Yoshimoto             | 2 de agosto de 1937      | 20 de junio de 1938      |
| 9  | Teniente General Ryotaro Nakai        | 15 de julio de 1938      | 9 de marzo de 1939       |
| 10 | Teniente General Takuma Nishimura     | 9 de marzo de 1939       | 5 de septiembre de 1940  |
| 11 | Teniente General Haruki Isayama       | 5 de septiembre de 1940  | 28 de junio de 1941      |
| 12 | Mayor General Suguru Kitajima         | 28 de junio de 1941      | 29 de septiembre de 1942 |
| 13 | Teniente General Eiichi Tatsumi       | 30 de septiembre de 1942 | 1 de marzo de 1945       |
| 14 | Mayor General Tatsuhiko Takashima     | 1 de marzo de 1945       | 30 de noviembre de 1945  |

### Libros
- Brooks, Lester (1968). Behind Japan's Surrender: The Secret Struggle That Ended an Empire. New York: McGraw-Hill Book Company.
- Drea, Edward J. (1998). "Japanese Preparations for the Defense of the Homeland & Intelligence Forecasting for the Invasion of Japan". In the Service of the Emperor: Essays on the Imperial Japanese Army. University of Nebraska Press. ISBN 0-8032-1708-0.
- Frank, Richard B (1999). Downfall: The End of the Imperial Japanese Empire. New York: Random House. ISBN 0-679-41424-X.
- Jowett, Bernard (1999). The Japanese Army 1931-45 (Volume 2, 1942-45). Osprey Publishing. ISBN 1-84176-354-3.
- Madej, Victor (1981). Japanese Armed Forces Order of Battle, 1937-1945. Game Publishing Company. ASIN: B000L4CYWW.
- Marston, Daniel (2005). The Pacific War Companion: From Pearl Harbor to Hiroshima. Osprey Publishing. ISBN 1-84176-882-0.
- Skates, John Ray (1994). The Invasion of Japan: Alternative to the Bomb Downfall. New York: University of South Carolina Press. ISBN 0-87249-972-3.

- Datos: Q2043073